# Rudolf Inemann
Rudolf Inemann (31. května 1861 Praha – 12. listopadu 1907 tamtéž) byl český herec a režisér. Zprvu vystupoval jako komik na ochotnických scénách. Roku 1891 byl angažován do Národního divadla v Brně, o dva roky později se zúčastnil turné po USA. V letech 1894-99 působil jako herec a režisér v Lublani. V roce 1899 pohostinsky vystoupil v Praze a od následujícího roku se stal členem souboru Národního divadla. Byl oceňován jako představitel charakterních rolí.

## Život
Narodil se 31. května 1861 v Praze jako syn zlatníka. Od mládí jej lákalo divadlo. Zprvu působil jako salonní komik na různých ochotnických scénách, často společně s Josefem Švábem-Malostranským.
Roku 1891 vstoupil do činoherního souboru Národního divadla v Brně. O dva roky později odjel s Ludvíkovou společností na turné po USA; poznal tam mnoho dobrých vzorů. Po návratu do Evropy přijal roku 1894 místo herce a režiséra ve slovinském divadle v Lublani. Během šesti let, které tam strávil, vyspěl a připravil se pro významné role. Měl rovněž zásluhy o profesionalizaci a umělecký vzestup lublaňské scény: zavedl řadu pravidel, přesunul zkoušky z večerních hodin do denních, čímž odpadli mnozí amatéři, rozšířil repertoár a v dramatické škole vychovával začínající herce. Za základ považoval klasické hry evropských autorů; jako první uvedl na slovinskou scénu Hamleta (1899).
Roku 1899 pohostinsky vystupoval v Praze; s velkým diváckým úspěchem zde zahrál postavu Shylocka v Kupci benátském (William Shakespeare), Jana Výravy ve stejnojmenné hře Františka Adolfa Šuberta a chevaliera z Rocheferrierů ve veselohře Při piketu (z francouzštiny přeložil Jaroslav Pospíšil). Následujícího roku, po skončení jeho lublaňské smlouvy, byl přijat do souboru pražského Národního divadla. Vytvořil zde další úspěšné role, např. starého Ekdala v Ibsenově Divoké kachně a kumánského kapitána v Jiráskově Janu Žižkovi.
Poslední rok života trpěl nervovou chorobou, která se zprvu projevovala problémy s pamětí. Vzal si několikaměsíční dovolenou, nemoc ale postupovala. V létě 1907 byl nucen odejít do penze. Nakonec byl přijat do ústavu choromyslných, kde po několika dnech, 12. listopadu 1907, zemřel.
Jeho manželka, dcera operního pěvce Josefa Lva, rovněž úspěšně vystupovala jako pěvkyně v Lublani.